# Голенберг (Хавеланд)
Голенберг (њем. Gollenberg) општина је у њемачкој савезној држави Бранденбург. Једно је од 26 општинских средишта округа Хафеланд. Према процјени из 2010. у општини је живјело 445 становника. Посједује регионалну шифру (AGS) 12063094.

## Географски и демографски подаци
Голенберг се налази у савезној држави Бранденбург у округу Хафеланд. Општина се налази на надморској висини од 27 метара. Површина општине износи 30,5 km². У самом мјесту је, према процјени из 2010. године, живјело 445 становника. Просјечна густина становништва износи 15 становника/km².